# Soendatrog

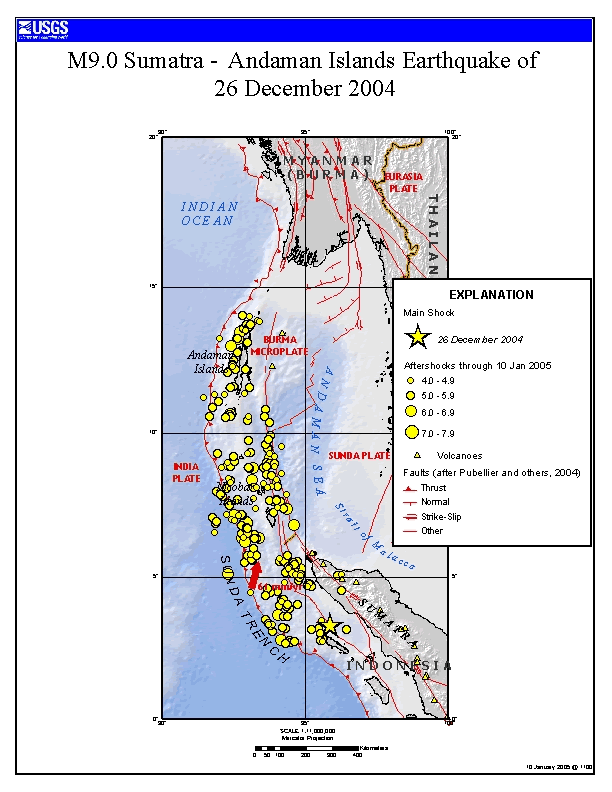
Kaart met aardbevingen in de nabijheid van de Soendatrog rond de tijd van de Sumatra-Andaman aardbeving van 2004, samengesteld door de USGS.

De Soendatrog, ook wel Javatrog genoemd, is een trog die zich in het noordoosten van de Indische Oceaan bevindt en een lengte heeft van 3200 kilometer. De maximale diepte van 7725 meter (bij 10°19'S, 109°58'E, ongeveer 320 km ten zuiden van Yogyakarta) is tevens het diepste punt in de Indische Oceaan. De trog strekt zich uit van de Kleine Soenda-eilanden voorbij Java, langs de zuidkust van Sumatra tot de Andaman-eilanden, en vormt de grens tussen de Indo-Australische Plaat en de Euraziatische Plaat, en meer in het bijzonder, de Soendaplaat. De trog is onderdeel van de Pacifische Ring van Vuur en maakt deel uit van een reeks troggen langs de noordelijke rand van de Australische Plaat.

## Gerelateerde seismische activiteit
De subductie van de Indo-Australische Plaat onder een deel van de Euraziatische Plaat ligt ten grondslag aan een groot aantal aardbevingen in het gebied. Verschillende van deze aardbevingen zijn opmerkelijk door hun grootte, de tsunami's die ze soms teweeg brengen en/of het aantal dodelijke slachtoffers dat ze hebben veroorzaakt.

### Sumatra-segment
- Aardbeving Sumatra 1797: Mw ~8.4
- Aardbeving Sumatra 1833: Mw 8.8–9.2
- Aardbeving Sumatra 1861: Mw ~8.5
- Aardbeving Sumatra 1935: Mw 7.7
- Aardbeving Sumatra 2000: Mw 7.9
- Aardbeving Sumatra 2002: een aardbeving van Mw 7.3 die plaatsvond op dezelfde grens tussen de breuklijnzones als onderstaande aardbevingen in 2004 en 2005.
- Zeebeving Indische Oceaan 2004: Mw 9.1–9.3
- Aardbeving Indische Oceaan 2005: Mw 8.6
- Aardbevingen Sumatra september 2007: reeks aardbevingen, waarvan de zwaarste drie een kracht hadden van Mw 8.5, 7.9 en 7.0.
- Aardbeving Sumatra september 2009: Mw 7.6
- Aardbeving Sumatra oktober 2010: Mw 7.7

### Java-segment
- Aardbeving Bali 1917: Mw 6.6
- Aardbeving Java 1994: Mw 7.8
- Zeebeving Java 2006: Mw 7.7
- Aardbeving West-Java 2009: Mw 7.0